# Павлишин Олег Мирославович
Олег Мирославович Павлишин (нар. 24 липня 1963, Львів) — український політолог, громадський діяч, голова політичної партії Республіканська платформа (2017—2020).

## Біографія
Народився 24 липня 1963 року у місті Львові. Закінчив Львівський аграрний університет за спеціальністю вчений-агроном. Працював головним агрономом, старшим науковим співробітником в НДІ землеробства і тваринництва.
В 1988 році вступив в члени Української Гельсінської спілки, був головою секретаріату Львівської обласної філії УГС (в 1990 році УГС перетворена в Українську республіканську партію (нині — Республіканська платформа).
У період з 1990 до 1997 рр. був головою Львівської обласної організації УРП, заступником, першим заступником голів Української республіканської партії Левка Лук'яненка, Михайла Гориня, Богдана Ярошинського та інших.
Згодом працював завідувачем відділу соціально-політичних питань всеукраїнської газети «Наш час», в Інституті економіко-соціальних проблем «Республіка», у Центрі політологічного та економічного аналізу «Київ ХХІ».
Працював керівником відділу методологічного забезпечення політичної партії Народний Союз «Наша Україна», заступником голови партії Українська платформа (об'єдналась з УРП «Собор») та Української платформи «Собор» (нині «Республіканська платформа»).
У різний час входив до складу редколегій журналу «Республіканець», газет «Формула поступу», «Секунда», «Універсальна газета», «Наш час».
У жовтні 2017 року на XVI з'їзді політичної партії Республіканська платформа обраний її головою.
З 2022 по 2023 — в складі Збройних сил України. Учасник бойових дій у Київській та Луганській областях. Звільнений з військової служби в зв'язку з досягненням 60-ти річного віку у званні майора.

## Нагороди
- Відзнака Президента України «За оборону України»
- Відзнака «За оборону Києва та Київської області»
- Нагрудний знак «Щит сил територіальної оборони ЗСУ»